# Vasilij Pavlovič Mžavanadze
Vasilij Pavlovič Mžavanadze (nebo jen Vasil; gruzínsky ვასილი მჟავანაძე; rusky Василий Павлович Мжаванадзе; 20. září 1902, Kutaisi – 5. září 1988, Moskva) byl gruzínský politik. V letech 1953 až 1972 zastával funkci prvního tajemníka ÚV Komunistické strany Gruzie.

## Životopis
Mžavanadze od roku 1924 sloužil v armádě. Postupoval ve funkcích, v roce 1937 absolvoval Leningradskou voj.-politickou akademii. Během 2. světové války byl členem vojenské rady armády a frontu, dosáhl hodnosti generálporučíka. Po válce se stal členem vojenské rady postupně Charkovského, Kyjevského a Karpatského vojenského okruhu v Ukrajinské SSR v jejímž čele stál Nikita Chruščov. Po zatčení Lavrentije Beriji byl v rámci čistek jeho stoupenců v Zakavkazsku Mžavanadze 20. září 1953 postaven do čela nového gruzínského vedení jako první tajemník ÚV KS Gruzie. Na XX. sjezdu KSSS v únoru 1956 byl zvolen do ústředního výboru KSSS, v červnu 1957 Nikita Chruščov nabídnul Mžavanadzemu místo kandidáta prezidia (od 1966 politbyra).
Za Mžavanadzeho éry Gruzie relativně prosperovala, ale zároveň se velmi rozmohla korupce. Sám Mžavanadze byl obviňován z korupčního jednání, přivlastňování státních fondů a zřizování nelegálních podniků pro své vlastní zbohatnutí. Jeho manželka Tamara, které se přezdívalo „Královna Tamara“ podle slavné středověké královny, byla navíc známá svou slabostí pro velmi drahé šperky a starožitnosti.
Velká míra korupce v Gruzii nakonec rozzuřila sovětské vedení natolik, že se rozhodlo udělat z Mžavanadzeho exemplární případ zkorumpovaného politika. V polovině roku 1972 byl veřejně obviněn z korupce a kritizován přes všechna státem ovládaná média. Takto vyvinutý tlak už Mžavanadze neustál a 28. září 1972 na svou funkci prvního tajemníka gruzínské komunistické strany rezignoval. Byl nahrazen svým ambiciózním ministrem vnitra Eduardem Ševardnadzem. Spekulovalo se, že Ševardnadze, který se zaměřoval ze své předešlé funkce právě na likvidaci korupce, měl značný podíl na Mžavanadzeově pádu. 18. prosince téhož roku byl Mžavanadze sesazen i ze svého kandidátského křesla v politbyru a s velkou hanbou poslán do důchodu, v ÚV však zůstal až do sjezdu strany (únor 1976). Zemřel 5. září 1988.

## Vyznamenání

#### Čestné tituly
- Hrdina socialistické práce – 21. září 1962

#### Řády
- Leninův řád – 15. listopadu 1950, 21. září 1962 a 2. prosince 1971
- Řád Říjnové revoluce
- Řád rudého praporu – 9. května 1940, 10. února 1943 a 3. listopadu 1944
- Řád Kutuzova I. třídy – 22. června 1944
- Řád Kutuzova II. třídy – 21. února 1944
- Řád Suvorova II. třídy – 6. dubna 1945
- Řád vlastenecké války I. třídy – 11. března 1985

#### Medaile
- Medaile 100. výročí narození Vladimira Iljiče Lenina
- Medaile Za zásluhy při obraně státní hranice SSSR
- Medaile Za obranu Leningradu
- Medaile za vítězství nad Německem ve Velké vlastenecké válce 1941–1945
- Jubilejní medaile 20. výročí vítězství ve Velké vlastenecké válce 1941–1945
- Jubilejní medaile 30. výročí vítězství ve Velké vlastenecké válce 1941–1945
- Jubilejní medaile 40. výročí vítězství ve Velké vlastenecké válce 1941–1945
- Medaile Veterán ozbrojených sil SSSR
- Medaile 30. výročí sovětské armády a námořnictva
- Medaile 40. výročí Ozbrojených sil SSSR
- Medaile 50. výročí Ozbrojených sil SSSR
- Medaile 60. výročí Ozbrojených sil SSSR
- Medaile 70. výročí Ozbrojených sil SSSR
- Medaile 50. výročí sovětských milicí
- Pamětní medaile 250. výročí Leningradu